# Nikolai Boechalov
Nikolai Boechalov (Dabene, 20 maart 1967) is een Bulgaars kanovaarder.
Boechalov won tijdens de Olympische Zomerspelen 1992 de gouden medaille op zowel de 500 meter en de 1000 meter.

## Belangrijkste resultaten

### Olympische Zomerspelen
| Editie | Plaats    | Resultaten               |
| ------ | --------- | ------------------------ |
| 1988   | Seoel     | C-1 1000m                |
| 1992   | Barcelona | C-1 500m C-1 1000m       |
| 1996   | Atlanta   | 9e C-1 1000m 9e C-1 500m |
| 2000   | Sydney    | 9e C-1 500m HF C-1 1000m |

### Wereldkampioenschappen vlakwater
| Jaar | Plaats      | Resultaten                          |
| ---- | ----------- | ----------------------------------- |
| 1986 | Montral     | C-1 500 m                           |
| 1989 | Plovdiv     | C-4 1000 m                          |
| 1990 | Poznań      | C-4 500 m · C-4 1000 m              |
| 1991 | Parijs      | C-1 500 m · C-1 1000 m · C-4 1000 m |
| 1993 | Kopenhagen  | C-1 500 m                           |
| 1994 | Mexico-stad | C-1 200 m · C-1 500 m · C-1 1000 m  |
| 1995 | Duisburg    | C-1 200 m · C-1 500 m               |

1976: Aleksandr Rogov ·
1980: Sergej Postrechin ·
1984: Larry Cain ·
1988: Olaf Heukrodt ·
1992: Nikolai Boechalov ·
1996: Martin Doktor ·
2000: György Kolonics ·
2004: Andreas Dittmer ·
2008: Maksim Opalev
1936: Francis Amyot ·
1948: Josef Holeček ·
1952: Josef Holeček ·
1956: Leon Rotman ·
1960: János Parti ·
1964: Jürgen Eschert ·
1968: Tibor Tatai ·
1972: Ivan Patzaichin ·
1976: Matija Ljubek ·
1980: Ljoebomir Ljoebenov ·
1984: Ulrich Eicke ·
1988: Ivans Klementjevs ·
1992: Nikolai Boechalov ·
1996: Martin Doktor ·
2000: Andreas Dittmer ·
2004: David Cal ·
2008: Attila Vajda ·
2012: Sebastian Brendel ·
2016: Sebastian Brendel ·
2020: Isaquias Queiroz ·
2024: Martin Fuksa